# كورت شميت (لاعب كرة قاعدة)
كورت شميت (بالإنجليزية: Curt Schmidt)‏ هو لاعب كرة قاعدة أمريكي، ولد في 16 مارس 1970 في مايلز سيتي في الولايات المتحدة.

## وصلات خارجية
- كورت شميت على موقعبيزبول رفرنس.كوم (الدوري الرئيسي) (الإنجليزية)
- كورت شميت على موقعبيزبول رفرنس.كوم (الدوري الثانوي) (الإنجليزية)
- كورت شميت على موقع مشجعي الرسوم البيانية (الإنجليزية)